# Mohamed El Morabit
Mohamed El Morabit (arab. محمد المرابط, ur. 11 września 1998) – marokański piłkarz, grający na pozycji ofensywnego pomocnika. W sezonie 2021/2022 zawodnik Chababu Mohammédia, z którego jest wypożyczony do Rai Casablanca. Reprezentował młodzieżowo kraj. 

## Kariera klubowa

### Olympic Safi (2015–2020)
Zaczynał w Olympic Safi, do pierwszej drużyny trafił w 2015 roku. Zadebiutował tam 28 listopada w meczu przeciwko Ittihadowi Tanger, wygranym 0:1. W debiucie asystował – przy golu w 49. minucie. Pierwszego gola strzelił 17 lutego 2018 roku w meczu przeciwko Chababowi Rif Al Hoceima, przegranym 2:1. Jedynego gola dla swojego zespołu strzelił w 7. minucie. Łącznie w Safi zagrał 102 mecze, strzelił 3 gole i zanotował 9 asyst.

### Chabab Mohammédia (2020–)
15 września 2020 roku trafił za 366 tys. euro do Chababu Mohammédia. W tym zespole zadebiutował 4 grudnia w meczu przeciwko Moghrebowi Tetuan, wygranym 0:2, grając całe spotkanie. Pierwszą asystę zaliczył 30 maja 2021 roku w meczu przeciwko Mouloudii Wadżda, przegranym 3:2. Asystował przy golu w 37. minucie. Łącznie do 1 lutego 2022 roku zagrał 27 meczów i miał 3 asysty.

### Raja Casablanca (2022–)
31 stycznia 2022 roku został wypożyczony na pół roku do Rai Casablanca.

## Kariera reprezentacyjna
Był w kadrze na jeden mecz zespołu U-20.
Zagrał 2 mecze i miał asystę w kadrze U-23.